# Thorvald Hansen (komponist)
 Der er flere personer med dette navn, se Thorvald Hansen.
Frederik Thorvald Hansen (3. maj 1847 – 24. januar 1915) var en dansk trompetist og komponist.
Han lærte som dreng at spille klaver, orgel og violin og senere trompet. Fra 1867 spillede Thorvald Hansen i Tivolis koncertsals Orkester og i 1884 blev han ansat som solotrompetist i Det Kongelige Kapel. Samtidig spillede han bratsch og violin i forskellige kammerensembler og studerede musikteori.Han var i mange år organistvikar for domorganist J.P.E. Hartmann i Vor Frue Kirke. Det førte ham ind på komponistbanen og han har skrevet en række mindre stykker for klaver og trompet, men også andre ting bl.a. nogle Fremskridende Øvelser for Trompet i F.
Fra 1893 var han tillige trompetlærer ved Det Kongelige Danske Musikkonservatorium.

## Musik
- op. 18 Sonate for kornet og klaver i Eb-dur (1903)
- Kantate til Søofficersskolens 200 Aars Fest (1901)
- Vaisenhus-Kantate (1902)
- Kvartet for 2 kornetter og 2 basuner (1904)
- Suite for stort orkester
- Chanson du soir (strygeorkester og harpe)
- Violinromance med strygeorkester og 2 horn
- Serenade for obo
- Serenade for valdhorn
- Romance for kornet og klaver
- Scherzo for kornet og klaver
- Koncertvals
- Fra Gyldenløve Tanken kom (sang og klaver)